# Парадінас-де-Сан-Хуан
Парадінас-де-Сан-Хуан (ісп. Paradinas de San Juan) — муніципалітет в Іспанії, у складі автономної спільноти Кастилія-і-Леон, у провінції Саламанка. Населення — 493 особи (2010).
Муніципалітет розташований на відстані близько 140 км на північний захід від Мадрида, 43 км на схід від Саламанки.

## Демографія
Динаміка населення (INE ):